# نواف العابد
نواف شاكر عابد العابد. (مواليد 26 يناير 1990)، هو لاعب كرة قدم سعودي. يلعب في مركز الوسط الهجومي لعب مع المنتخب السعودي، وسبق وأن لعب مع نادي الهلال ونادي الشباب. وحاليًا يلعب بمركز لاعب وسط مع نادي نادي الرياض

## مسيرته الكروية

### الهلال
تدرج من المدرسة الهلالية للبراعم مرورا بالفئات السنية وصولاً للفريق الأول في موسم 2009–10 عن طريق المدرب البلجيكي إيريك غيريتس القادم من الدكة الفنية لنادي أولمبيك مارسيليا الفرنسي.

### أسرع هدف بالعالم
نواف العابد صاحب أسرع هدف على مر التاريخ سجله في نادي الشعلة في كأس الأمير فيصل بن فهد 7 نوفمبر 2009 – 1431 هـ حيث أن الهدف جاء في الثانية 2.00 ولكن الهدف لم يحسب لدى اتحاد اللعبة الفيفا بسبب إلغاء المباراة من قبل الاتحاد السعودي ولجنة المسابقات السعودية وذلك لمخالفة شروط البطولة بحيث لعب 7 لاعبين فوق سن (23 سنة) وتحديداً بعد مشاركة اللاعب سعد الذياب صاحب مركز الظهير الأيسر.
وقد فاز نادي الهلال 4–0 ولكن النتيجة ألغيت وحسبت لنادي الشعلة 3–0.

## مسيرته الدولية

### 2008
مثّل نواف المنتخب السعودي للشباب في كأس آسيا للشباب عام 2008 والتي استضافتها مدينة الدمام، المملكة العربية السعودية. أحرز العابد هدفين في البطولة وخرج المنتخب السعودي في الدور ربع النهائي من المنتخب الإماراتي بعد هدف أتى من المهاجم ذياب عوانة لاعب فريق نادي بني ياس في الدقيقة السادسة والثلاثون.

### 2009
سجل أسرع هدف.

### 2011
تم ضم نواف العابد لمنتخب المملكة العربية السعودية للمشاركة في نهائيات كأس أمم آسيا 2011 التي كانت أسوأ مشاركات السعودية في تاريخها في البطولة القارية الأهم في آسيا حيث كان خروج المنتخب من الدور الأول بثلاث خسائر من سوريا والأردن واليابان.

### 2015
شارك مع المنتخب السعودي في تلك البطولة وأحرز هدف في مرمى كوريا الشمالية من ركلة جزاء ولكن المنتخب السعودي لم يستطع التأهل من دور المجموعات إلى دور الثمانية.

### 2022
اختير ضمن تشكيلة المنتخب السعودية في كأس العالم 2022 في قطر.

## أهدافه الدولية
قائمة الأهداف الدولية مع المنتخب السعودي الأول.
| # | التاريخ        | المكان                            | الخصم                    | الهدف | النتيجة | المنافسة               |
| - | -------------- | --------------------------------- | ------------------------ | ----- | ------- | ---------------------- |
| 1 | 19 نوفمبر 2014 | ستاد الملك فهد الدولي، الرياض     | اليمن                    | 1–0   | 1–0     | كأس الخليج العربي 2014 |
| 2 | 23 نوفمبر 2014 | ستاد الملك فهد الدولي، الرياض     | الإمارات العربية المتحدة | 2–0   | 3–2     | كأس الخليج العربي 2014 |
| 3 | 14 يناير 2015  | ملعب ملبورن المستطيل، ملبورن      | كوريا الشمالية           | 4–1   | 4–1     | كأس آسيا 2015          |
| 4 | 1 سبتمبر 2016  | ستاد الملك فهد الدولي، الرياض     | تايلاند                  | 1–0   | 1–0     | تصفيات كأس العالم 2018 |
| 5 | 6 سبتمبر 2016  | شاه عالم، ماليزيا                 | العراق                   | 1–1   | 2–1     | تصفيات كأس العالم 2018 |
| 6 | 6 سبتمبر 2016  | شاه عالم، ماليزيا                 | العراق                   | 2–1   | 2–1     | تصفيات كأس العالم 2018 |
| 7 | 11 أكتوبر 2016 | مدينة الملك عبدالله الرياضية، جدة | الإمارات العربية المتحدة | 2–0   | 3–0     | تصفيات كأس العالم 2018 |
| 8 | 29 أغسطس 2017  | استاد هزاع بن زايد، العين         | الإمارات العربية المتحدة | 1–0   | 1–2     | تصفيات كأس العالم 2018 |

## الإنجازات

### النادي

#### الهلال
- كأس ولي العهد السعودي (6): 2009، 2010، 2011، 2012، 2013، 2016
- دوري المحترفين السعودي (5): 2009–10، 2010–11، 2016–17، 2017–18، 2019-2020.
- كأس خادم الحرمين الشريفين (2): 2015، 2017
- كأس السوبر السعودي (2): 2015، 2018
- دوري أبطال آسيا (1): 2019.

## وصلات خارجية
- نواف العابد على موقع قاعدة بيانات كرة القدم.إي يو (الإنجليزية)
- نواف العابد على موقع ناشيونال فوتبول تيمز (الإنجليزية)
- نواف العابد على موقع Soccerway.com (الإنجليزية)
- نواف العابد على موقع عالم كرة القدم.نت (الإنجليزية)
- نواف العابد – الموقع الرسمي للهلال